# بیلی اسپنسر
بیلی اسپنسر (انگلیسی: Billy Spencer؛ 15 may 1902 – ۱۹۶۹ (۶۶−۶۷ سال)) بازیکن فوتبال اهل بریتانیا بود.
از باشگاه‌هایی که در آن بازی کرده‌است می‌توان به باشگاه فوتبال استوک سیتی و باشگاه فوتبال کرو آلکساندرا اشاره کرد.